# Tuerie en milieu scolaire

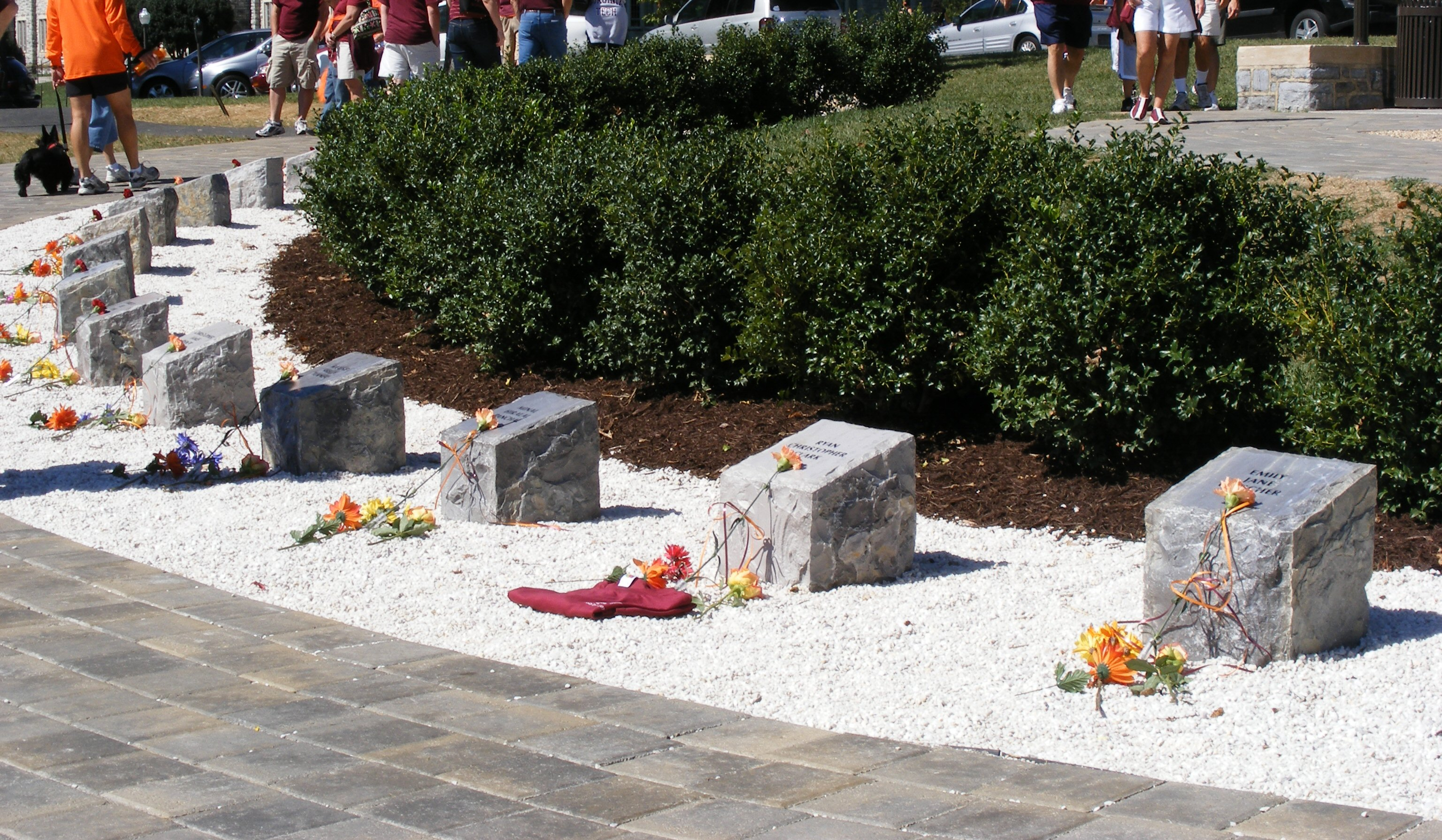
Mémorial de la fusillade de l'université Virginia Tech.

Une tuerie en milieu scolaire est un acte criminel entraînant la mort d'une ou plusieurs personnes dans l'enceinte d'un établissement scolaire. Contrairement aux autres formes de violence scolaire, il n'y a généralement pas qu'une seule cible, l'objectif principal étant de tuer le maximum de personnes. Ces actes peuvent être perpétrés par des étudiants, des membres du personnel, des anciens étudiants voire des personnes extérieures à l'établissement, le plus souvent par fusillade.
Ces tueries font l'objet d'une médiatisation internationale. Elles peuvent provoquer ou relancer des débats sur la discipline scolaire ou policière, ou la circulation et l'accessibilité des armes à feu sur le territoire et les violences par arme à feu aux États-Unis.

## Aux États-Unis
Une étude publiée en mai 2002 par le United States Secret Service et le département de l'Éducation des États-Unis indique qu'il n'existe pas de profil-type des meurtriers. Les chercheurs ont constaté que les tueurs ne commettent pas un acte irréfléchi : ils planifient, ils achètent des armes, ils racontent à d'autres ce qu'ils projettent. Leur travail de préparation peut être très long. La majorité vivaient avec leurs deux parents biologiques (44 %) ou un parent biologique et un beau-parent (19 %), d'autres étaient dans des familles monoparentales (21 %) ou dans des familles adoptives (5 %). Quelques-uns étaient solitaires, mais la plupart du temps ils avaient de nombreux amis.
Dans un article consacré à la fusillade de l'université Virginia Tech en 2007, l'autrice Élaine Audet fait remarquer ce qu'elle nomme "un angle mort" oublié par les médias et les commentateurs : bien que les tueurs en milieu scolaire soient de sexe masculin dans la quasi-totalité des cas, les études sur le sujet occultent ce marqueur et ne l'interrogent pas.
Une étude publiée le 20 avril 2018 dans le Journal of Child and Family Studies recense les fusillades de masse en milieu scolaire (en considérant comme telles celles où au moins quatre personnes ont été tuées ou blessées, à l'exclusion des règlements de comptes entre bandes rivales ainsi que les fusillades étant survenues dans des universités) et le nombre d’enfants de 5 à 18 ans tués à ces occasions depuis 1940. Le premier fait recensé remonte à 1940 lorsque le directeur d’un collège a tué des agents administratifs et des enseignants avant de se suicider, pensant qu’il allait être renvoyé à la fin de l’année scolaire. Le deuxième remonte à 1979 lorsque Brenda Ann Spencer âgée de 16 ans et mentalement fragile tue dans une école primaire deux adultes et en a blessé un troisième ainsi que huit élèves. De 2000 à 2018, l’étude dénombre 66 décès dans 22 fusillades, soit davantage que les 55 décès des 22 fusillades survenues entre 1940 et 1999. L’étude note que 60 % des fusillades de masse examinées par les chercheurs ont été perpétrées au XXe siècle par des adolescents de 11 à 18 ans, contre 77 % depuis les années 2000.

## Terrorisme, guerre civile et criminalité
Entre 2009 et 2012, plus de trente pays ont connu une série d'attaques ciblées sur les écoles, les enseignants et les étudiants par des groupes armés.
Les écoles sont visées, entre autres, par certains groupes terroristes. Notons le mouvement Boko Haram qui s'est spécifiquement déclaré opposé à l'éducation des filles. Le Pakistan est le pays connaissant le plus d'attaques d'établissements scolaires au monde avec 838 attaques recensées entre 2009 et 2012.

## Exemples de tueries en milieu scolaire
Ci-dessous, une liste non exhaustive des tueries en milieu scolaire.

### Canada
| Date              | Pays   | Faits |
| ----------------- | ------ | --- |
| 19 mars 1959      | Canada | Stan Williamson, 19 ans, ouvre le feu dans un corridor de l'école Ross Sheppard High School, à Edmonton. Il tue un étudiant de 16 ans et en blesse cinq autres. Trois étudiants ont retenu le tueur avant l'arrivée de la police.                    |
| 28 mai 1975       | Canada | Fusillade de l'école secondaire Centennial : un homme tue 2 personnes et fait 13 blessés avant de se suicider. |
| 27 octobre 1975   | Canada | Fusillade de St. Pius X High School : un homme tue une personne et fait 5 blessés avant de se suicider. |
| 19 octobre 1978   | Canada | À l'école secondaire Sturgeon Creek, à Winnipeg, au Manitoba, un étudiant de 17 ans tue un étudiant de 16 ans. Il est arrêté, mais il est plus tard acquitté de meurtre au premier degré pour cause de troubles mentaux.                             |
| 6 décembre 1989   | Canada | Tuerie de l'école Polytechnique de Montréal : un homme tue 13 étudiantes et une secrétaire, et fit 14 blessés avant de se suicider. |
| 24 août 1992      | Canada | Tuerie de l'Université Concordia, un enseignant tue 4 personnes et fait un blessé avant d'être maîtrisé par un agent de sécurité. |
| 28 avril 1999     | Canada | Fusillade de W. R. Myers High School : un adolescent de 14 ans tue une personne et fait 3 blessés. |
| 10 décembre 2004  | Canada | Un homme de 47 ans tue une enseignante dans le stationnement de l'école secondaire Bramalea à Brampton, en Ontario. L'incident est considéré comme un cas de violence conjugale, mais les élèves de l'école sont confinés pendant de longues heures. |
| 13 septembre 2006 | Canada | Fusillade au collège Dawson : un homme tue une personne et fait 19 blessés, puis se suicida après avoir été touché au bras par un policier. |
| 22 janvier 2016   | Canada | Fusillade du La Loche Community School : un adolescent de 17 ans tue quatre personnes (dont deux élèves et deux professeurs) et blesse sept autres dans une école d'un village amérindien.                                                           |

### États-Unis
| Date              | Pays       | Faits |
| ----------------- | ---------- | --- |
| 18 mai 1927       | États-Unis | Attentat de la Bath Consolidated School : au moyen d'une bombe, un homme tua 45 personnes dont 38 enfants âgés de 6 à 12 ans et fit 58 blessés. |
| 15 septembre 1959 | États-Unis | Attaque de Poe Elementary : dans une école élémentaire, Paul Orgeron tua 5 personnes, dont son fils puis se suicida. |
| 1er août 1966     | États-Unis | Fusillade de l'université du Texas : Charles Whitman tua sa mère, sa femme puis 15 personnes et fit 31 blessés. Il fut tué lors de l'assaut de la police. |
| 4 mai 1970        | États-Unis | Fusillade de l'université d'État de Kent : la Garde nationale de l'Ohio a tiré à 67 reprises en 13 secondes sur des étudiants qui manifestaient de manière pacifique ce qui fit 4 morts et 9 blessés |
| 29 janvier 1979   | États-Unis | Brenda Ann Spencer : une adolescente de 16 ans tua le concierge et le directeur de cette école et blessa 6 élèves. Peu avant son arrestation, elle déclara « ne pas aimer les lundis ». |
| 17 janvier 1989   | États-Unis | Fusillade de la cour d'école de Stockton : un sans-abri tua 5 enfants de 6 à 9 ans et en blessa 29 autres ainsi qu'un professeur avant de se suicider, le tout en moins de trois minutes. Une conséquence fut le dépôt de projets de loi afin d'interdire les armes de guerre en Californie, mais ils n'aboutissent qu'à un contrôle accru. |
| 24 mars 1998      | États-Unis | À l'école de tir de Jonesboro (Arkansas), deux enfants de 11 et 13 ans tuèrent 4 étudiantes et un professeur et firent 10 blessés. |
| 21 mai 1998       | États-Unis | Fusillade du Thurston High School : un adolescent de 16 ans tua ses 2 parents, puis deux de ses camarades dans son école et fit 25 blessés. Il fut arrêté par l'un d'entre-eux et remis à la police. |
| 20 avril 1999     | États-Unis | Fusillade du lycée Columbine : Eric Harris et Dylan Klebold tuèrent 12 élèves et un professeur et firent 24 blessés avant de se suicider. |
| 29 février 2000   | États-Unis | Le meurtre de Kayla Rolland : une fillette de 6 ans fut volontairement tué par un camarade de classe du même âge (qui devint par le fait même le plus jeune meurtrier des États-Unis). |
| 26 mai 2000       | États-Unis | Fusillade de Lake Worth Middle School (en) : un adolescent de 13 ans tua son professeur et blessa d'autres élèves avant d'être arrêté par les policiers. |
| 21 mars 2005      | États-Unis | Fusillade de Red Lake : un homme tua 9 personnes et fit 12 blessés avant de se suicider. |
| 2 octobre 2006    | États-Unis | Dans une école amish de Nickel Mines : un chauffeur routier tua 5 élèves avant de se suicider. |
| 16 avril 2007     | États-Unis | Fusillade de l'université Virginia Tech : un homme tua 32 personnes et fit 29 blessés avant de mourir. C'est la plus grande fusillade qui ait jamais eu lieu sur un campus américain. Au même endroit quatre ans plus tard, une nouvelle fusillade faisait 3 victimes le 8 décembre 2011 dont un policier.                                  |
| 10 octobre 2007   | États-Unis | Fusillade de l'Académie SuccessTech (en) : un adolescent de 14 ans blessa par balles deux de ses professeurs et deux de ses camarades avant de se suicider. |
| 14 février 2008   | États-Unis | Fusillade dans l'université du Nord de l'Illinois : un homme tua 5 personnes et fit 16 blessés avant de se suicider. |
| 16 octobre 2008   | États-Unis | Fusillade sur une pelouse d'une école primaire à Détroit : une personne fut tuée et 3 autres blessées. |
| 26 octobre 2008   | États-Unis | Fusillade dans un campus de l'université de l'Arkansas : une personne tua 2 personnes et fit un blessé avant d'être interpelée. |
| 2 avril 2012      | États-Unis | Fusillade de l'université d'Oikos : un homme d'origine coréenne tua 7 étudiants et fit 3 blessés avant d'être interpellé. |
| 14 décembre 2012  | États-Unis | Tuerie de l'école primaire de Sandy Hook : un homme de 20 ans tua sa mère avec laquelle il vivait, puis tua 26 personnes dont 20 enfants et fit 3 blessés avant de se suicider. |
| 24 octobre 2014   | États-Unis | Fusillade du lycée Marysville-Pilchuck : un adolescent de 15 ans ouvrit le feu sur 5 adolescents, tuant un élève et en blessant grièvement 4 autres avant de se suicider. Trois des étudiants blessés succombèrent dans les jours qui suivirent la fusillade, portant le bilan final à 5 morts incluant l'assaillant.                       |
| 1er octobre 2015  | États-Unis | Fusillade au collège communautaire Umpqua à Roseburg : 10 personnes trouvèrent la mort au sein du Umpqua Community College en plus du tireur qui fut abattu. |
| 14 février 2018   | États-Unis | Fusillade de Parkland : un étudiant s'est présenté à son ancien établissement (la Marjory Stoneman Douglas High School, situé à Parkland en Floride), armé d'un fusil semi-automatique et de munitions, faisant 17 morts et 15 blessés. |
| 18 mai 2018       | États-Unis | Fusillade du lycée de Santa Fe : un étudiant de 17 ans a abattu pendant un cours d’arts plastiques deux enseignants et huit élèves dont son ancienne petite amie et a blessé 13 autres personnes. |
| 30 novembre 2021  | États-Unis | Fusillade du lycée d'Oxford (Michigan) : quatre personnes trouvent la mort et sept sont blessées. |
| 24 mai 2022       | États-Unis | Fusillade dans une école primaire à Uvalde (Texas) : un adolescent de 18 ans a abattu 21 personnes, dont 19 enfants de 7 à 10 ans. |
| 27 mars 2023      | États-Unis | Fusillade de Nashville (Tennessee) : un homme de 28 ans tue six personnes, trois enfants de 9 ans ainsi que trois employés, au sein d'une école chrétienne. |
| 4 septembre 2024  | États-Unis | Fusillade dans une école de Winder (Géorgie): Le tireur aurait causé 4 morts. |

### Autres pays
| Date               | Pays             | Faits |
| ------------------ | ---------------- | --- |
| 20 juin 1913       | Allemagne        | Fusillade à l'école de Brême : Heinz Schmidt tue 5 élèves âgés de 5 à 8 ans et blesse 21 personnes. |
| 19 octobre 1923    | Nouvelle-Zélande | Fusillade de l'école de Waikino : un homme tua 12 élèves, dont 10 Maoris. |
| 6 mai 1925         | Pologne          | Fusillade de l'école de Wilno : 5 morts et une dizaine de blessés. |
| 4 avril 1950       | Moldavie         | Tuerie de l’école no 20 de Gîsca : Un enseignant âgé de 29 ans se fait exploser dans une salle de classe, tuant 23 personnes au total, dont 21 enfants. |
| 11 juin 1964       | Allemagne        | Massacre de Cologne : un homme tua 8 élèves et 2 enseignants avant de se suicider. |
| 15 mai 1974        | Israël           | Massacre de Ma'alot : dans une école à Ma'alot-Tarshiha, des terroristes palestiniens tuèrent 26 personnes et firent 60 blessés. |
| 3 juin 1983        | Allemagne        | Dans un collège d'Eppstein, un homme tua 5 personnes (3 élèves, 1 enseignant, 1 policier) puis se suicida. |
| 25 janvier 1989    | Finlande         | Fusillade de l’école de Rauma : Un élève âgé de 14 ans abat deux de ses camarades de classe à l’aide d’un pistolet appartenant à son père, Le tireur a cité l’intimidation scolaire depuis l’école primaire comme raison de ces actions. |
| 5 avril 1994       | Danemark         | Fusillade à l'université d'Aarhus : Flemming Nielsen tua 3 personnes et blessa 2. |
| 13 mars 1996       | Royaume-Uni      | Tuerie de Dunblane, un homme tua 16 élèves de 4 à 6 ans et leur institutrice et fit 16 blessés avant de se suicider. Une conséquence fut l'interdiction des armes à feu au Royaume-Uni. |
| 8 juin 2001        | Japon            | Massacre de l'école d'Ikeda : au moyen d'un couteau, un homme tua 8 personnes, essentiellement des enfants de 7 à 8 ans. Condamné à mort, le meurtrier fut pendu le 14 septembre 2004. |
| 26 avril 2002      | Allemagne        | Tuerie de Johann Gutenberg : un ancien élève âgé de 19 ans abat 13 professeurs, 2 élèves et un policier avant de se donner la mort. |
| 21 octobre 2002    | Australie        | Fusillade à l'université Monash : un homme tua 2 étudiants et blessa 5 personnes dont quatre étudiants. |
| 1er septembre 2004 | Russie           | Prise d'otages de Beslan : des terroristes séparatistes tchétchènes prirent en otage pendant plusieurs jours un établissement scolaire. Le 3 septembre, après trois jours de siège, les forces spéciales russes donnèrent l'assaut qui se solda par 344 morts dont 186 enfants. |
| 26 novembre 2004   | Chine            | Massacre de Ruzhou : au moyen d'une arme blanche, un étudiant tua 8 camarades et fit 4 blessés dans le dortoir du lycée. |
| 22 juin 2005       | France           | Meurtre du campus de La Source à Orléans : une étudiante en IUT âgée de 20 ans fut tuée par balle par un de ses camarades armé d'une carabine. Le jeune homme, âgé de 22 ans, fut arrêté après les faits. |
| 20 novembre 2006   | Allemagne        | Fusillade de l’école d’Emsdetten : un homme blessa 6 personnes puis alluma des fumigènes qui intoxiquèrent 16 personnes supplémentaires, avant de se suicider. |
| 7 novembre 2007    | Finlande         | Fusillade du centre scolaire de Jokela : un homme tua 8 personnes avant de mourir. |
| 25 février 2008    | Chine            | Dans une école du sud de la Chine, un ancien élève tua 2 élèves et fit 4 blessés avant de se suicider. |
| 6 mars 2008        | Israël           | Massacre de Merkaz Harav : dans une école de Jérusalem, 8 élèves furent tués et 10 blessés. |
| 23 septembre 2008  | Finlande         | Fusillade du lycée professionnel de Kauhajoki : un homme tua 10 personnes, en blessa deux autres avant de se suicider (il décèdera plus tard de ses blessures). |
| 11 mars 2009       | Allemagne        | Fusillade de Winnenden : un adolescent de 17 ans tua 15 personnes soit 9 élèves, 3 enseignantes et 3 passants avant de se suicider. |
| 30 avril 2009      | Azerbaïdjan      | Académie d'État du pétrole à Bakou : un homme de 29 ans tua entre 3 et 7 personnes avant d'être « neutralisé » par la police. |
| 23 mars 2010       | Chine            | Province du Fujian : au moyen d'une arme blanche, un homme tua 8 enfants dans une école et fit 20 blessés. Il fut condamné à mort puis exécuté le 29 avril 2010. |
| 7 avril 2011       | Brésil           | Fusillade de Realengo : un ancien élève de 24 ans tua 12 élèves et fit 18 blessés, puis se serait suicidé après avoir été blessé par la police. |
| 19 mars 2012       | France           | Tuerie à l'école juive Ozar Hatorah : un terroriste islamiste tua un professeur, 3 enfants et fit également plusieurs blessés. Quelques jours plus tard, il fut tué pendant l'assaut de la police. |
| 19 mai 2012        | Italie           | Attentat devant un lycée à Brindisi : au moyen d'une bombe, un homme tua une élève et fit 5 blessés. Il fut interpellé après une surveillance policière de quatre semaines. Il aurait agi « par dépit ». |
| 3 février 2014     | Russie           | Fusillade de l'école n°263 à Moscou : Sergey Gordey tua 2 personnes et en blessa une avant d'être tué. |
| 4 juillet 2014     | France           | À Albi : une enseignante se fait mortellement poignarder en pleine salle de classe devant ses élèves de maternelle par une déséquilibrée. |
| 16 décembre 2014   | Pakistan         | Tuerie de l'école militaire de Peshawar : 6 terroristes du groupe de talibans Tehrik-e-Taliban Pakistan s'introduisirent dans l'école militaire de Peshawar et tuèrent à vue. 141 personnes trouvèrent la mort dont 132 enfants. |
| 2 avril 2015       | Kenya            | L'Attaque de l'université de Garissa : attentat perpétré à Garissa au Kenya par le groupe islamiste somalien Al-Shabbaab. Elle cibla les étudiants de l'université de Garissa et fit 152 morts, dont 142 étudiants, 3 policiers, 3 militaires et 4 terroristes. |
| 20 avril 2015      | Espagne          | Dans un collège de Barcelone : un élève armé d'un couteau et d'une arbalète tua un enseignant et blessa 4 personnes. |
| 22 octobre 2015    | Suède            | Attentat de l'école de Trollhättan : un homme masqué du nom d'Anton Lundin Pettersson, animé par des motivations racistes, tua avec une épée un professeur, un assistant pédagogique et un étudiant et blessa deux autres élèves. L'homme décéda plus tard des blessures par balles qu'il reçut au cours de son interpellation par la police.                                                     |
| 5 avril 2018       | Turquie          | Fusillade de l'université d'Eskişehir Osmangazi : un chercheur assistant pénètre dans son université et tué 4 de ses collègues et fait 3 blessés. |
| 17 octobre 2018    | Crimée           | Tuerie du lycée technique de Kertch : un élève utilise un fusil à pompe et une grenade dans son lycée, faisant 20 morts et 50 blessés, puis se suicide. |
| 13 mars 2019       | Brésil           | Massacre de Suzano : un homme tua 10 personnes et en blessa plus de 20. |
| 3 septembre 2019   | Chine            | Attaque au poignard dans une école de Chaoyangpo, un village du centre de la Chine : un homme tue 8 enfants et en blesse deux. |
| 16 octobre 2020    | France           | Assassinat de Samuel Paty |
| 24 octobre 2020    | Cameroun         | Massacre de Kumba : des hommes armés font irruption dans une salle de classe, où ils ouvrent le feu sur des élèves, tuant sept d'entre eux, âgés de 12 à 14 ans, et en blessant gravement d'autres. |
| 11 mai 2021        | Russie           | Fusillade de l'école n° 175 de Kazan : un ancien élève fait 9 morts. |
| 20 septembre 2021  | Russie           | Fusillade de l'université d'État de Perm : un élève fait 6 morts. |
| 24 janvier 2022    | Allemagne        | Fusillade de l'université de Heidelberg : un étudiant de 18 ans ouvre le feu, abat une élève et en blesse trois autres avant de se suicider. |
| 26 avril 2022      | Russie           | Fusillade de l'école de Vechkaïma : un homme tue 5 personnes avec un fusil de chasse dont deux élèves de 5 et 6 ans. |
| 26 septembre 2022  | Russie           | Fusillade de l'école d'Ijevsk : Artem Kazantsev est entré dans une école à Ijevsk et a ouvert le feu avec deux pistolets, tuant 17 personnes et en blessant au moins 24 autres. Les responsables ont déclaré que parmi les personnes tuées figurent onze enfants, deux agents de sécurité, deux enseignants et deux autres adultes. Au moins 14 enfants et 7 adultes ont été blessés.             |
| 25 novembre 2022   | Brésil           | Fusillades des écoles d'Aracruz : Gabriel Rodrigues Castiglioni tua 4 personnes (trois enseignants et une élève) et en blessa 12. |
| 22 février 2023    | France           | Assassinat d'Agnès Lasalle |
| 3 mai 2023         | Serbie           | Fusillade de l'école primaire Vladislav Ribnikar : un garçon de 13 ans tue dix personnes avec un pistolet, dont neuf enfants, dans l'école francophone Vladislav Ribnikar, à Belgrade. L'adolescent blesse 6 élèves et une enseignante. |
| 10 juillet 2023    | Chine            | Une attaque dans une école maternelle de la ville de Lianjiang dans le sud de la Chine fait 6 morts (dont un professeur, deux parents et trois élèves) et un blessé. L'auteur de cette tuerie au couteau est un homme de 25 ans et il a été arrêté. |
| 13 octobre 2023    | France           | Assassinat de Dominique Bernard |
| 21 décembre 2023   | Tchéquie         | Fusillade du 21 décembre 2023 à Prague : Un homme agé de 24 ans au moments des faits, David Kozák abat son père avant d'ouvrir le feu à l'université Charles, 15 personnes sont tuées, 24 autres sont blessées. |
| 2 avril 2024       | Finlande         | Fusillade de l'école de Viertola : Un enfant de 12 ans tue un écolier de 12 ans et blesse grièvement deux autres enfants du même âge. |
| 24 avril 2025      | France           | Attaque du lycée Notre Dame de Toutes Aides de Nantes: Un jeune homme de 15 ans agresse plusieurs élèves de son établissement, le lycée Notre Dame de Toutes Aides à Nantes, avec des couteaux. Une jeune élève de 15 ans décède dans l'agression après avoir reçu 57 coups de couteaux. |
| 10 juin 2025       | Autriche         | Tuerie de l'école de Graz |
| 10 Juin 2025       | France           | Meurtre de Mélanie G , surveillante au Collège Françoise Dolto de Nogent (Haute-Marne). C'est un jeune homme de 14 ans nommé Quentin G qui la poignarda avec un couteau de cuisine de 34 cm à de nombreuses reprises. Ce matin-là, des gendarmes étaient en train de contrôler les sacs à dos des élèves de l'établissement et c'est ainsi qu'ils purent directement neutraliser l'individu armé. |

## Dans la culture

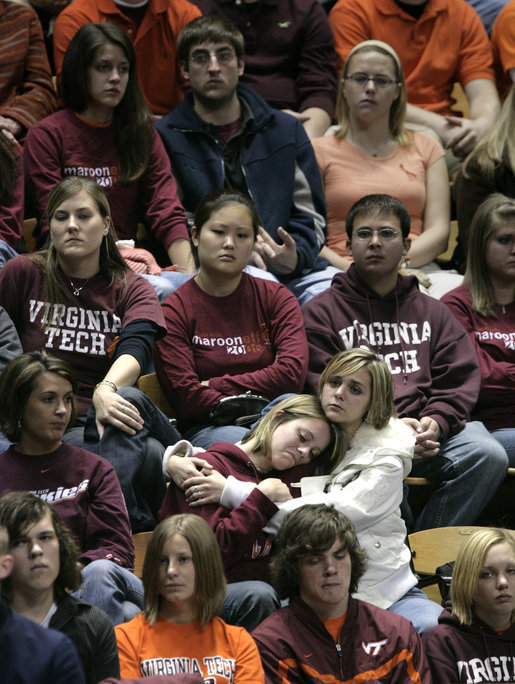
Fusillade de l'université Virginia Tech. Rassemblement à la mémoire des victimes, le lendemain de la tuerie.

### Théâtre
Le 20 novembre de Lars Norén met en scène un jeune homme adepte de jeux vidéo qui s'apprête à entrer dans une école pour y perpétrer un massacre. La pièce est un monologue dans lequel le personnage justifie son acte.

### Romans sur les massacres scolaires
- Rage (1977) de Stephen King.
- Hate List (2009) de Jennifer Brown.
- Carnages (2011) de Maxime Chattam.
- Solitude Armée (2012) de Marilou Ardisson
- Rien de plus grand (2016), de Malin Persson Giolito
- 54 minutes (2016) de Marieke Nijkamp

### Films ou séries télévisées sur les massacres scolaires
- If.... (1968), film britannique de Lindsay Anderson, avec Malcolm McDowell.
- The Deadly Tower (en) (1975), de Jerry Jameson, avec Kurt Russell.
- Fatal Games (Heathers – 1989) de Michael Lehmann.
- Fièvre à Columbus University (Higher Learning) est un film américain réalisé par John Singleton en 1995 dans une université fictive.
- Bowling for Columbine (2002), documentaire de Michael Moore.
- Elephant (2003) de Gus Van Sant, palme d'or 2003.
- Zero Day (en) (2003) de Ben Coccio.
- Bang bang t'es mort (2003) de Guy Ferland.
- Les Experts : Miami (2003) : saison 1, épisode 20.
- Les Frères Scott (2006) : saison 3, épisode 16 ; référence à la fusillade de Columbine.
- La Vie devant ses yeux (The Life Before Her Eyes – 2007) de Vadim Perelman.
- Klass (2007) d'Ilmar Raag.
- Le Banquet (2008) de Sébastien Rose.
- Polytechnique (2009) de Denis Villeneuve
- We Need to Talk About Kevin (2011) de Lynne Ramsay
- 19-2 (2013) : saison 2, épisode 1.
- Glee (2013) : saison 4, épisode 18.
- American Horror Story (2011) : saison 1.
- Esprits criminels (2011) : saison 7, épisode 4.
- Degrassi : La Nouvelle Génération : saison 4, épisode 8.
- The OA : saison 1, épisode 8
- Sons of Anarchy : saison 6, épisode 1
- Utopia : saison 1, épisode 3
- 13 Reasons Why : saison 2, épisode 13
- S.W.A.T. : saison 2, épisode 11
- Quicksand (2019)
- Vox Lux (2018) de Brady Corbet
- The Fallout (2021) de Megan Park

### Chansons sur les massacres scolaires
- Ohio, de Neil Young en 1970.
- Arrêtez-les de Mario Pelchat.
- Jeremy, de Pearl Jam.
- Rival, de Pearl Jam.
- I Don't Like Mondays, de The Boomtown Rats (aussi interprété par Bon Jovi et Tori Amos).
- Youth of the Nation, de P.O.D.
- Educated Hate, de Rorshack.
- Stole, de Kelly Rowland.
- The Anatomy of a School Shooting, d'Ill Bill.
- Ticking, d'Elton John.
- To the Teeth, d'Ani DiFranco.
- Classtime Horror, de Madd Maxx (en).
- The Nobodies, de Marilyn Manson.
- Ronnie, de Metallica.
- Cassie, de Flyleaf.
- April 20th, de Yellowcard.
- The Kinslayer, de Nightwish.
- Feuer Frei, de Rammstein.
- Où Les Anges Brûlent, de Lino.
- Arkansas, de MC Solaar dans l'album Cinquième As (en référence à la tuerie de Jonesboro (en)).
- The Colombine Massacre, de Front Sonore vs Drone.Z.
- Collège Dawson, de Kourto (rappeur québécois).
- Montreal Massacre, de Macabre.
- Back 2 School, de Tarek & Luss.
- Strength Through Music, d'Amanda Palmer en 2008.
- Why'd you bring a shotgun to the party, de The Pretty Reckless en 2014.
- Jeunesse influençable, de Bigflo et Oli en 2014.
- 5th Period Massacre, de Leathermouth en 2009.
- Pumped Up Kicks, de Foster the People en 2010.
- Youth, de Shawn Mendes et Khalid
- (Untitled), de Emmure en 2014
- Gracias, de Columbine, en 2014
- Encore un jour sans massacre, de ACHAB en 2017
- Darkness, de Eminem en 2020
- School shooters, de XXXTentacion en 2019